# Чемпионат Европы по шорт-треку 2023
26-й Чемпионат Европы по шорт-треку 2023 проходил с 13 по 15 января 2023 года на ледовой арене Оливия в Гданьске, Польша. В соревнованиях принимали участие спортсмены из 25 стран Европы.
Из-за российского вторжения на Украину Россия и Беларусь не были допущены к соревнованиям.

## Медальный зачёт
*   Принимающая страна (Польша)
| Место          | Страна         | Золото | Серебро | Бронза | Всего |
| -------------- | -------------- | ------ | ------- | ------ | ----- |
| 1              | Нидерланды     | 6      | 3       | 1      | 10    |
| 2              | Бельгия        | 2      | 3       | 0      | 5     |
| 3              | Италия         | 1      | 1       | 3      | 5     |
| 4              | Венгрия        | 0      | 1       | 1      | 2     |
| 4              | Польша*        | 0      | 1       | 1      | 2     |
| 6              | Германия       | 0      | 0       | 1      | 1     |
| 6              | Латвия         | 0      | 0       | 1      | 1     |
| 6              | Турция         | 0      | 0       | 1      | 1     |
| Всего стран: 8 | Всего стран: 8 | 9      | 9       | 9      | 27    |

## Медалисты

### Мужчины
Призёры по результатам соревнований:
| Событие         | Золото                                                                          | Золото   | Серебро                                                                                        | Серебро  | Бронза                                                                      | Бронза   |
| --------------- | ------------------------------------------------------------------------------- | -------- | ---------------------------------------------------------------------------------------------- | -------- | --------------------------------------------------------------------------- | -------- |
| 500 м           | Пьетро Сигель Италия                                                            | 41.514   | Йенс ван ’т Ваут Нидерланды                                                                    | 41.631   | Рейнис Берзиньш Латвия                                                      | 41.915   |
| 1000 м          | Стейн Десмет Бельгия                                                            | 1:27.652 | Йенс ван ’т Ваут Нидерланды                                                                    | 1:27.785 | Фуркан Акар Турция                                                          | 1:34.780 |
| 1500 м          | Йенс ван ’т Ваут Нидерланды                                                     | 2:19.858 | Стейн Десмет Бельгия                                                                           | 2:19.876 | Фрисо Эмонс Нидерланды                                                      | 2:19.977 |
| Эстафета 5000 м | Нидерланды · Йенс ван ’т Ваут · Ицхак де Лаат · Фрисо Эмонс · Мелле ван ’т Ваут | 7:19.783 | Италия · Пьетро Сигель · Лука Спекенхаузер · Томмазо Дотти · Маттиа Антониоли · Томаз Надалини | 7:24.210 | Польша · Лукаш Кучиньский · Михал Невиньский · Павел Адамский · Диан Селлье | 7:27.891 |

### Женщины
Призёры по результатам соревнований:
| Событие         | Золото                                                                                                 | Золото   | Серебро                                                                    | Серебро  | Бронза                                                                                                  | Бронза   |
| --------------- | --- | -------- | -------------------------------------------------------------------------- | -------- | --- | -------- |
| 500 м           | Сюзанне Схюлтинг Нидерланды                                                                            | 43.825   | Наталия Малишевская Польша                                                 | 43.938   | Арианна Вальчепина Италия                                                                               | 44.011   |
| 1000 м          | Ханне Десмет Бельгия                                                                                   | 1:32.443 | Сюзанне Схюлтинг Нидерланды                                                | 1:32.514 | Петра Ясапати Венгрия                                                                                   | 1:32.640 |
| 1500 м          | Сюзанне Схюлтинг Нидерланды                                                                            | 2:32.756 | Ханне Десмет Бельгия                                                       | 2:32.781 | Анна Зайдель Германия                                                                                   | 2:32.884 |
| Эстафета 3000 м | Нидерланды · Яра ван Керкхоф · Сюзанне Схюлтинг · Сельма Паутсма · Ксандра Велзебур · Михелле Велзебур | 4:13.118 | Венгрия · Петра Ясапати · Шара Бачкаи · Жофия Конья · Ребека Силицеи-Немет | 4:13.355 | Италия · Арианна Вальчепина · Арианна Сигель · Глория Иориатти · Николь Боттер Гомес · Элиза Конфортола | 4:13.407 |

### Смешанная эстафета
| Event           | Золото | Золото   | Серебро | Серебро  | Бронза | Бронза   |
| --------------- | --- | -------- | --- | -------- | --- | -------- |
| Эстафета 2000 м | Нидерланды · Ицхак де Лаат · Сюзанне Схюлтинг · Йенс ван т’Ваут · Ксандра Велзебур · Сельма Паутсма · Мелле ван т’Ваут | 2:37.697 | Бельгия · Тинеке ден Дюлк · Стейн Десмет · Ханне Десмет · Уорд Петре · Александра Даннель · Адриан Девагтере | 2:37.747 | Италия · Арианна Вальчепина · Арианна Сигель · Пьетро Сигель · Лука Спекенхаузер · Томаз Надалини · Элиза Конфортола | 2:39.369 |